# Ubaldo Cruche
Ubaldo Cruche (Montevideo, Uruguay, 25 de mayo de 1920) es un exfutbolista uruguayo que jugaba de delantero.

## Trayectoria
Su carrera inició en Peñarol, habiéndose titulado campeón de la Primera División de Uruguay en 1938. En 1945 se incorporó a Universidad de Chile, equipo en el que fue goleador de la liga chilena: en el torneo de 1945, con 17 anotaciones, compartió honores con los argentinos Hugo Giorgi y Juan Zárate, de Audax Italiano y Green Cross, respectivamente, mientras que en el torneo de 1946 fue el goleador exclusivo, con 25 anotaciones.

## Selección nacional
Ha sido internacional con la Selección de fútbol de Uruguay, habiendo alcanzado el subcampeonato del Campeonato Sudamericano 1941.

## Estadísticas

### Clubes
| Club                 | País    | Año       |
| -------------------- | ------- | --------- |
| Peñarol              | Uruguay | 1938-1944 |
| Universidad de Chile | Chile   | 1945-1948 |

## Palmarés

### Títulos nacionales
| Título                      | Club    | País    | Año  |
| --------------------------- | ------- | ------- | ---- |
| Primera División de Uruguay | Peñarol | Uruguay | 1938 |

### Distinciones individuales
| Distinción                                                                              | Año  |
| --------------------------------------------------------------------------------------- | ---- |
| Goleador de la Primera División de Chile                                                | 1945 |
| Goleador de la Primera División de Chile                                                | 1946 |
| Top 6° máximo goleador extranjero de Universidad de Chile                               | 2014 |
| Incluido dentro de las 50 mejores figuras históricas de Universidad de Chile por AS.com | 2016 |